# Luiz Tadeu Leite
Luiz Tadeu Leite (Montes Claros, 19 de fevereiro de 1953) é um advogado, empresário, político, radialista e professor universitário brasileiro filiado ao Partido do Movimento Democrático Brasileiro (PMDB). Casado com a médica oftalmologista Dra. Stela Gleide Martins Leite, tiveram dois filhos: o deputado estadual Luiz Tadeu Martins Leite e o advogado André Luiz Martins Leite.

## História e vida política
Formou-se pela turma de 1974-1978 da Faculdade de Direito da Universidade Estadual de Montes Claros, onde atuou ativamente na militância estudantil, por meio do Centro Acadêmico Cyro dos Anjos, da Faculdade de Direito, e do Diretório Central dos Estudantes da Universidade.
É professor licenciado de Direito Penal da Faculdade de Direito da Universidade Estadual de Montes Claros (1978/82). Foi radialista da Rádio Sociedade Norte de Minas (1971/83) e é sócio-proprietário da Rádio Terra de Montes Claros.
"Jovem, natural de Montes Claros, de família humilde, ancorado na candidatura de Tancredo Neves a governador, sem experiência administrativa, sem patrimônio e com discurso combativo aos políticos tradicionais da cidade, Luiz Tadeu Leite (PMDB) se elegeu prefeito de Montes Claros pela primeira vez em 1.982, um fenômeno de votos".
Sua marca na política é a coerência pois é um dos poucos políticos brasileiros que militou toda sua vida pública em um só partido, o MDB e depois PMDB. Iniciou-se na vida pública como vereador em Montes Claros  (1977/82), tendo obtido proporcionalmente a maior votação da história da cidade. Como prefeito, foi o único na história de Montes Claros a administrar o município por três mandatos (1983/88, 1993/96 e 2009/2012). Entre as duas primeiras gestões municipais, elegeu-se deputado federal, em 1990.
Em 1992 foi vice-líder da bancada do PMDB na Câmara dos Deputados. No final de 1992, renunciou ao mandato de deputado federal para assumir, pela segunda vez, a Prefeitura Municipal de Montes Claros.
Em 1998, foi eleito deputado estadual. Licenciou-se entre fevereiro e novembro de 1999 para assumir a Secretaria de Estado de Justiça e Direitos Humanos (Minas Gerais), no Governo Itamar Franco.
Em 2006, elegeu-se, novamente, deputado estadual.
Ele foi eleito prefeito de Montes Claros nas Eleições municipais no Brasil em 2008 e cumpriu o mandato até final de 2012. Por motivo de saúde não se candidatou à reeleição e afastou-se da vida pública.
Teve todas as contas relativas às suas três administrações submetidas ao Tribunal de Contas de Minas Gerais regularmente aprovadas.

## Condecorações
- Medalha do Mérito Legislativo (1986)[carece de fontes?]
- Medalha do Mérito de Proteção à Natureza/Governo de Minas Gerais (1986)[carece de fontes?]
- Medalha de Ouro "Montes Claros" (1988)[carece de fontes?]
- Medalha "Alferes Tiradentes", da PMMG (1999)[carece de fontes?]
- Medalha da Inconfidência (2000).[2]
- Sócio Honorário do Centro Acadêmico Cyro dos Anjos (2013)[carece de fontes?]